# Havkolera
Havkolera er den populære betegnelse for den sygdom der forårsages af bakterien Vibrio vulnificus.
Sygdommen dukker oftest op i perioder med meget varme, hvor bakterien udvikles i havet nær stranden, og inficerer badegæster. Raske mennesker med upåvirket immunforsvar og uden åbne sår, har dog ikke stor risiko for at pådrage sig sygdommen.
Der har i sommeren 2006 været flere tilfælde af havkolera i Danmark, heraf et med dødelig udgang. Derfor har Sundhedsstyrelsen anbefalet at man ikke bader i havet hvis man har åbne sår på kroppen, eller lider af nedsat immunforsvar.
Ligeledes anbefales det at kommuner med ansvar for badevandets kvalitet, måler mængden af V. vulnificus bakterien når badevandstemperaturen når over 20 grader celsius.